# Rhopaea australis
Rhopaea australis är en skalbaggsart som beskrevs av Blackburn 1888. Rhopaea australis ingår i släktet Rhopaea och familjen Melolonthidae. Inga underarter finns listade i Catalogue of Life.